# 古市務本
古市 務本（ふるいち かねもと）は、江戸時代前期に加賀藩藩主前田利常、前田綱紀に仕えた武士、儒学者。通称主計または胤宗（後改名し務本）。儒学は朱舜水に師事し、務本の名は舜水により授かった。

## 生涯

### 加賀藩士
1642年（寛永19年）、伊勢津藩の一部であった伊賀上野（現在の三重県伊賀市）で生まれ、数年後に加賀国に来る。
実兄の古市胤重の推薦により前田利常に仕え、成人のときに俸禄500石を与えられた。
1658年（万治元年）、胤重殉死のため遺禄3,630石を相続した。
1665年（寛文5年）、朱舜水の学識と人徳の高さに感銘を受けた綱紀公の命により、胤宗は朱舜水の元で儒学を学んだ。胤宗はこれ以降、舜水より務本の名を授かり改名した。
1669年（寛文9年）、人持組執次番（奏者役）。3,630石の内930石は、5人の家臣の興力知（家臣に分け与える扶持）としていた。
1671年（寛文11年）、家臣団として以下の9名を率いていた。小塚惣右衛門、二宮彌兵衛、高田八郎兵衛、魚住四郎兵衛、石原所左衛門、小嶋九右衛門、太田左助、奥山甚助、岡本平兵衛。
1677年（延宝5年）、病没。享年36歳。

### 死後
奥村庸礼子女との間に生まれた娘も早世し、病没時に遺書がなかったため家は断絶した。
墓は光覚寺（金沢市）の加賀国古市家宗家の墓内にあるが上下半分に折れてしまっている。甥の品川直幸は「主計胤宗碑陰記」として古市氏の歴史を墓石に残したが摩滅してしまっている。

## 主計胤宗碑陰記
[原文]
主計君。姓清原氏、古市氏。諱胤宗。後改名務本。
其先世領和州古市邑。因以為氏。會祖父祖父同稱播摩守。
相繼居古市城。父諱胤家仕近衛藤信尹公。任内史。轉除左親衛。
叙爵朝散大夫。娶丹波赤井氏。有子。男三人、女子二人。長胤光有故爲浮屠。
次胤重號左近。次則胤宗也。寛永十有九年歳次壬午二月十有七日。
産于伊賀上野。數歳來賀州。従胤重奉仕黄門公。被寵眷。恒侍左右。
稍長賜食禄五百石。黄門公即世也。胤重三良之哀焉。
今羽林公令胤宗三千六百石。既而◻︎爲典謁。
延寶五年四月十有一日。没于金沢私第。享年三十有六。
以同月某日葬之金沢東南野田山。
配奥村庸禮女。生一女。不肖甥品川直幸謹誌。
[現代語訳]
主計君は、もともと清原氏であり、古市氏とも称していた。実名（諱）は胤宗といい、その後務本と改名した。
先祖は大和国（和州）の古市という郷を領しており、それを家名（氏）とした。祖父と曾祖父はともに「播摩守」を名乗り、代々古市城に居住していたという。
彼の父は胤家といって、近衛信尹公に仕え、内史に任ぜられた後、左親衛に転じて朝散大夫の位を叙されている。丹波国の赤井氏を妻に迎えて、男子3人・女子2人をもうけた。長男の胤光は何らかの理由で出家（浮屠＝僧侶）となり、次男の胤重は「左近」、三男が胤宗（のちの務本）である。
寛永19年（1642）壬午2月17日、伊賀の上野に生まれ、数年後に加賀へやって来た。胤重に従って黄門公（利常公）にお仕えし、たいへん寵愛されて、いつも側近としてお侍していた。
やがて成人すると、禄高500石を与えられた。しかし、やがて黄門公が亡くなられ、胤重も深く悲しみに沈んだ。その後、今の「羽林公」が胤宗に3600石を与えてくださり、時を経て“典謁”という役に任じた。
延宝5年（1677）4月11日に金沢の私邸で亡くなり、享年36。同じ4月のうちに金沢の東南、野田山に葬られた。
妻は奥村庸禮の娘で、一人の娘をもうけたという。このことを、愚かな甥である品川直幸が、慎んでここに記す。

## 朱舜水との書簡

### 概要
務本は舜水の学風を慕って熱心に儒学を学び、舜水への経義に関する質疑応答は絶えなかったとされる。舜水からの答書は朱舜水全集に記録されている。

### 典學齋の記 -古市務本の為めに作る-
[書き下し文]
人の必ず學に質する所以の者は何ぞや。蓋し前人の學たるや己に成り、之れに著くは則り教たる所以なり。
後人の學たるや、未だ成らずして之れを求む。因つて以て古先聖賢の道に循ふ。而して之れを為し、斯れを學となす。
學の人に於けるや、其の柯を執り柯を伐るなり。今人は學を以て戯れとなし、邯鄲（かんたん）の歩履・優孟の衣冠、皆學たり。
或る者は學を以て市となし、其の天爵を脩め、以て人爵を要む。既に人爵を得れば、其の天爵を棄て、皆學となす。終身學をなし、終身未だ之れを學ばざるも怪しむなし。
夫れ學は爾を人になす所以なり。子臣弟友は皆學をなすの地、忠孝謹信、皆學をなすの方、出入定省、皆學をなすの時、詩書執礼、皆學をなすの具なり。
終身學の中に處り、而も一心、學の外に越え、古先聖賢の如く救わんと欲す、其れ得べけんや。
玉、琢かざれば器を成さず。人、學ばざれば道を知らず。之れを典學に始むるや、一息尚存す。此の志少懈を容れず。之れを終うるは學に典するなり。
終始學に典して而も學成らざる者あり。歌誦し、泳遊し、而も學典せざる者あり。手の之に舞い、足の之れを蹈みて知らざるに至れば、即ち學と化す。所謂芝蘭の室に入り、久しうして其の香を聞かざる者なり。
夫れ、典は常なり憲なり。一念此に離れ、以て法をなすなきを謂う。九峰先生謂へらく、常に學に在るは、是れ猶学と二たるなりと。吾子、資質温厚、之れを學びて至らざる所なし。昔者自ら謂う。性は善にあらず、亦悪にあらず。豈に學びて不善人となる者あらんや。特に患う、志意未だ定まらず、当に學を論じ友を取り、賢に親しみ業を進めて務となすを以て、其の履を鮑魚の肆に納むることなかるべし。清原季敬名は務本、初め吾が門に及び、遂に其の君に従いて、西北に帰る。何を以て之に贈らん。略々學をなすの大意を掲げ、以て其の行を道ふのみ。（巻の十六）
[現代語訳]
人がなぜ必ず学問に問い尋ねるかといえば、先人の学問はすでに自ら完成しており、それに取り組むことこそ教えの根拠となるからである。後から学ぶ者はまだ成っていない自分を自覚し、それゆえ古の聖賢の道をたどり、みずから実践する。その実践がすなわち学びと呼ばれるものだ。
学問に取り組む者は、あたかも枝をつかんで余分を切りそろえるように、不断に自己を整えていく。しかし現代の人びとは、学を遊戯とみなし、“邯鄲の歩き方”（中途半端に学問をしてはならない故事）や“優孟の衣冠”（人の外形のみ似て実のないこと）に至るまで、あらゆるものを学と称する場合がある。中には学問を一種の商いとして利用し、生まれながらの“天爵”（生得の徳）を磨かずに“人爵”（社会的な地位）を求める者もいる。いったん人爵を得れば、その天爵を捨て去り、何もかも学問の成果だと誇るのだ。こうして終生「学び」を標榜しながら、実際には一度も真に学ばないまま終わる者がいても、もはや誰も怪しまなくなっている。
そもそも学問は、人をまさに「人」へと導くものである。子・臣・弟・友といったあらゆる人間関係は学を実践する場であり、忠・孝・謹・信は学びを成す方法である。また、家への出入りや親への安否伺い（定省）も学を行うよい機会であり、『詩経』『書経』を学んで礼を執ることは、学のための道具にすぎない。そうした学のなかに一生身を置きつつも、ただ心は学の外に出て聖賢のようになりたいと願うだけで、いったいそれがかなうものだろうか。
玉は磨かなければ器にならず、人は学ばなければ道理を知らない。これを（正しい）典学として始めたなら、生あるかぎりその志を決して緩めてはならない。それをまっとうすることこそ、学の法を貫く行いである。一生を通じて学の法に従いながらも、なお道を極められない者もあれば、歌を吟じ遊びを楽しむうちに、かえって学の真髄を体得する者もいる。知らぬ間に手足が理にかなった動きをし、学と一体化してしまう者がまさにそうだ。それは、芝蘭の室に長く留まり、もはや芳香に気づかなくなる場合と同じである。
そもそも“典”とは常なるものであり、規範（憲）となるものである。そこから少しでも心が外れれば、正しい法をなすことはできない。九峰先生がいうように、「いつも学んでいると思ううちは、まだ学と自分が二つに分かれている」と考えられる。汝（なんじ）は生まれつき温厚な資質を備え、学べば到達できない境地はないだろう。かつて自分自身こう述べた。「人の性は善でも悪でもなく、学んで邪な者になるなどありえない」と。とはいえ懸念すべきは、まだ志や意志が定まっていない点である。よって、学問を論じ合う友を求め、賢者に親しんで学業を進めることを務めとし、自らの歩みを生臭い鮑（あわび）の店先に置くようなまねはすまいと戒めねばならない。
清原季敬、名を務本という者は、はじめ私の門下に来たが、最終的にはその主君に従って加賀に帰ることになった。彼に何を贈るべきか考えた末、学問を行う大要だけをここに掲げて、その歩むべき行いを示すにとどめようと思う。